# 1926 w muzyce
Wydarzenia muzyczne w 1926 roku.

## Urodzili się
- 1 stycznia – Claudio Villa, włoski piosenkarz (zm. 1987)
- 2 stycznia
  - Harold Bradley, amerykański gitarzysta country i pop (zm. 2019)
  - Ihor Sonewycki, ukraiński kompozytor, dyrygent, pianista, muzykolog (zm. 2006)
- 3 stycznia – George Martin, brytyjski producent muzyczny, kompozytor, dyrygent, muzyk i aranżer większości nagrań zespołu The Beatles (zm. 2016)
- 4 stycznia
  - Don Arden, brytyjski menedżer muzyczny (zm. 2007)
  - Paul Olefsky, amerykański wiolonczelista, profesor (zm. 2013)
- 8 stycznia – Evelyn Lear, amerykańska śpiewaczka operowa (sopran) (zm. 2012)
- 9 stycznia – Bucky Pizzarelli, amerykański gitarzysta jazzowy (zm. 2020)
- 12 stycznia
  - Morton Feldman, amerykański kompozytor pochodzenia żydowskiego (zm. 1987)
  - Ray Price, amerykański piosenkarz country, autor tekstów i gitarzysta (zm. 2013)
- 13 stycznia – Melba Liston, amerykańska puzonistka jazzowa, aranżerka i kompozytorka (zm. 1999)
- 15 stycznia – Tullio Pane, włoski piosenkarz (zm. 2001)
- 20 stycznia – David Tudor, amerykański kompozytor i pianista (zm. 1996)
- 21 stycznia – Franco Evangelisti, włoski kompozytor (zm. 1980)
- 22 stycznia – Aurèle Nicolet, szwajcarski flecista (zm. 2016)
- 30 stycznia
  - Tish Daija, albański muzyk i kompozytor (zm. 2004)
  - Lizbeth Webb, angielska sopranistka i aktorka (zm. 2013)
- 2 lutego – Red Prysock, amerykański saksofonista (zm. 1993)
- 7 lutego – Mark Tajmanow, rosyjski pianista i szachista (zm. 2016)
- 11 lutego – Alexander Gibson, szkocki dyrygent (zm. 1995)
- 13 lutego – Barney Childs, amerykański kompozytor muzyki poważnej (zm. 2000)
- 14 lutego – Alexander Kok, brytyjski wiolonczelista (zm. 2015)
- 15 lutego – Rubén Fuentes, meksykański skrzypek i kompozytor (zm. 2022)
- 17 lutego
  - Friedrich Cerha, austriacki kompozytor i dyrygent (zm. 2023)
  - Lee Hoiby, amerykański kompozytor (zm. 2011)
- 18 lutego – Rita Gorr, belgijska śpiewaczka operowa (mezzosopran) (zm. 2012)
- 19 lutego – György Kurtág, węgierski kompozytor, pianista i nauczyciel muzyki kameralnej
- 28 lutego – Stanley Glasser, brytyjska kompozytorka pochodzenia południowoafrykańskiego (zm. 2018)
- 4 marca
  - Don Rendell, angielski saksofonista, flecista i klarnecista jazzowy (zm. 2015)
  - Fran Warren, amerykańska piosenkarka (zm. 2013)
- 10 marca – Aleksandr Zacepin, rosyjski kompozytor, twórca muzyki filmowej
- 11 marca – İlhan Mimaroğlu, turecki kompozytor muzyki elektronicznej i producent muzyczny (zm. 2012)
- 12 marca – David Nadien, amerykański skrzypek (zm. 2014)
- 14 marca
  - François Morel, kanadyjski kompozytor, pianista i dyrygent (zm. 2018)
  - Lita Roza, brytyjska piosenkarka (zm. 2008)
- 15 marca – Ben Johnston amerykański kompozytor (zm. 2019)
- 19 marca – Bogusław Linette, polski etnomuzykolog
- 21 marca
  - Carlos Almenar Otero, wenezuelski piosenkarz (zm. 2018)
  - Lula Reed, amerykańska piosenkarka R&B i gospel (zm. 2008)
- 25 marca – Riz Ortolani, włoski kompozytor muzyki filmowej (zm. 2014)
- 28 marca – Jan Gałkowski, polski poeta i autor tekstów piosenek (zm. 1989)
- 4 kwietnia – Ryszard Bakst, polski pianista i pedagog (zm. 1999)
- 5 kwietnia – Stan Levey, amerykański perkusista jazzowy (zm. 2005)
- 6 kwietnia
  - Sergio Franchi, włoski aktor i piosenkarz (zm. 1990)
  - Randy Weston, amerykański pianista i kompozytor jazzowy (zm. 2018)
- 11 kwietnia – Gervase de Peyer, angielski klarnecista i dyrygent (zm. 2017)
- 13 kwietnia – Cosimo Matassa, amerykański inżynier dźwięku (zm. 2014)
- 17 kwietnia – Ronald Senator, brytyjski kompozytor muzyki klasycznej (zm. 2015)
- 18 kwietnia – Myron Bloom, amerykański waltornista (zm. 2019)
- 28 kwietnia – Francis Burt, brytyjski kompozytor muzyki poważnej (zm. 2012)
- 29 kwietnia – Waldemar Kazanecki, polski pianista, dyrygent i kompozytor (zm. 1991)
- 3 maja – Jimmy Cleveland, amerykański puzonista jazzowy (zm. 2008)
- 6 maja – Marguerite Piazza, amerykańska śpiewaczka operowa (sopran) (zm. 2012)
- 11 maja – Teddy Scholten, holenderska piosenkarka, zwyciężczyni Konkursu Piosenki Eurowizji 1959 (zm. 2010)
- 15 maja – Józef Wiłkomirski, polski dyrygent, wiolonczelista i kompozytor (zm. 2020)
- 16 maja – Jan Janikowski, polski kompozytor, pianista i aranżer (zm. 1990)
- 17 maja – Cicely Berry, brytyjska reżyser teatralna i trener wokalny (zm. 2018)
- 19 maja – Kristaq Paspali, albański śpiewak operowy (tenor) (zm. 2001)
- 20 maja – Bruno Nicolai, włoski kompozytor muzyki filmowej i dyrygent (zm. 1991)
- 22 maja – Elek Bacsik, węgierski muzyk jazzowy (zm. 1993)
- 23 maja – Bogusław Maksymilian Maciejewski, polski muzykolog, pisarz i publicysta muzyczny, powstaniec warszawski (zm. 2006)
- 26 maja
  - Miles Davis, amerykański trębacz i kompozytor jazzowy (zm. 1991)
  - Herbert Handt, amerykański śpiewak operowy (tenor) i dyrygent (zm. 2023)
  - Joseph Horovitz, brytyjski kompozytor i dyrygent (zm. 2022)
- 27 maja – Bud Shank, amerykański muzyk, saksofonista, flecista (zm. 2009)
- 28 maja – Russ Freeman, amerykański pianista i kompozytor jazzowy (zm. 2002)
- 30 maja – Johnny Gimble, amerykański muzyk country (zm. 2015)
- 31 maja – Tadeusz Urgacz, polski poeta i autor tekstów piosenek (zm. 2011)
- 3 czerwca – Janez Matičič, słoweński kompozytor, pianista, pedagog (zm. 2022)
- 4 czerwca
  - Marek Sart, polski kompozytor muzyki rozrywkowej i aranżer (zm. 2010)
  - Ibrahim Tukiçi, albański  wokalista i kompozytor (zm. 2004)
- 8 czerwca – Anatol Vieru, rumuński kompozytor, dyrygent i muzykolog (zm. 1998)
- 9 czerwca
  - CeDell Davis, amerykański gitarzysta i wokalista bluesowy (zm. 2017)
  - Georgia Holt, amerykańska piosenkarka, autorka tekstów, aktorka i modelka (zm. 2022)
  - Bill Pursell, amerykański pianista i kompozytor (zm. 2020)
- 10 czerwca – Bruno Bartoletti, włoski dyrygent operowy (zm. 2013)
- 16 czerwca – Lakshmi Shankar, hinduska wokalistka (zm. 2013)
- 17 czerwca – Marian Klaus, polski muzyk, kompozytor, nauczyciel, stroiciel fortepianów i akordeonów (zm. 2013)
- 21 czerwca – Lou Ottens, holenderski inżynier, znany jako wynalazca kasety magnetofonowej (zm. 2021)
- 23 czerwca – John Duffy, amerykański kompozytor muzyki poważnej (zm. 2015)
- 28 czerwca – Janusz Cegiełła, polski dziennikarz muzyczny, kompozytor, dyrygent i scenarzysta filmowy, popularyzator muzyki (zm. 2011)
- 30 czerwca – Peter Alexander, austriacki aktor, piosenkarz (zm. 2011)
- 1 lipca
  - Hans Werner Henze, niemiecki kompozytor (zm. 2012)
  - Atilio Stampone, argentyński pianista i kompozytor (zm. 2022)
- 10 lipca – Jerzy Kaszycki, polski pianista, kompozytor, reżyser dźwięku i wizji; pedagog (zm. 2020)
- 11 lipca – Teddy Reno, włoski piosenkarz, aktor i producent muzyczny
- 14 lipca – Jan Krenz, polski dyrygent i kompozytor (zm. 2020)
- 15 lipca – Carl Melles, austriacki dyrygent pochodzenia węgierskiego (zm. 2004)
- 19 lipca
  - Helen Gallagher, amerykańska aktorka, tancerka i piosenkarka (zm. 2024)
  - Lukë Kaçaj, albański śpiewak operowy (bas) (zm. 2001)
- 23 lipca – Cedella Booker, jamajska piosenkarka i pisarka, matka Boba Marleya (zm. 2008)
- 25 lipca – Edward Bland, amerykański kompozytor (zm. 2013)
- 27 lipca – Paweł Beylin, polski socjolog muzyki, publicysta i tłumacz (zm. 1971)
- 29 lipca – Władimir Krawcow, rosyjski śpiewak operowy (tenor), solista Teatru Maryjskiego (zm. 2020)
- 30 lipca
  - Christine McGuire, amerykańska piosenkarka, znana z zespołu The McGuire Sisters (zm. 2018)
  - Carmen Moreno, polska piosenkarka jazzowa i tancerka
- 31 lipca – Rupert Neve, angielski inżynier dźwięku (zm. 2021)
- 1 sierpnia
  - Theo Adam, niemiecki śpiewak operowy (bas) (zm. 2019)
  - Elinor Ross, amerykańska śpiewaczka operowa (sopran) (zm. 2020)
- 2 sierpnia – Hugh Maguire, irlandzki skrzypek (zm. 2013)
- 3 sierpnia – Tony Bennett, amerykański wokalista jazzowy pochodzenia włoskiego (zm. 2023)
- 5 sierpnia – Doming Lam, hongkoński kompozytor pochodzący z Makau (zm. 2023)
- 9 sierpnia – Gene Barge, amerykański saksofonista i kompozytor (zm. 2025)
- 10 sierpnia – Marie-Claire Alain, francuska organistka, pedagog (zm. 2013)
- 11 sierpnia – Wiktor Guriew, białoruski śpiewak operowy (tenor) (zm. 2020)
- 14 sierpnia
  - Buddy Greco, amerykański piosenkarz i pianista jazzowy (zm. 2017)
  - Johnny Rogers, angielski saksofonista jazzowy (zm. 2016)
- 17 sierpnia – George Melly, brytyjski wokalista jazzowy i bluesowy, kompozytor, pisarz, scenarzysta, aktor, krytyk filmowy i telewizyjny (zm. 2007)
- 28 sierpnia – Beverly Blossom, amerykańska tancerka, choreograf, pedagog (zm. 2014)
- 31 sierpnia – Ruth Roberts, amerykańska autorka tekstów piosenek (zm. 2011)
- 1 września – Ilja Gabarajew, osetyjski kompozytor (zm. 1993)
- 4 września – Laurie Morgan, brytyjski perkusista, wibrafonista i pianista jazzowy (zm. 2020)
- 7 września – Ronnie Gilbert, amerykańska piosenkarka folkowa (zm. 2015)
- 11 września – Jewgienij Bielajew, rosyjski śpiewak (tenor) (zm. 1994)
- 14 września – Dżon Ter-Tatewosjan, ormiański kompozytor (zm. 1988)
- 19 września
  - Margret Birkenfeld, niemiecka kompozytorka i skrzypaczka (zm. 2019)
  - Nini Rosso, włoski trębacz i kompozytor, współautor i wykonawca znanego szlagieru „Il Silenzio” (zm. 1994)
  - Arthur Wills, angielski organista i kompozytor muzyki sakralnej, pedagog (zm. 2020)
- 22 września – Bill Smith, amerykański klarnecista i kompozytor jazzowy (zm. 2020)
- 23 września
  - John Coltrane, amerykański saksofonista jazzowy (zm. 1967)
  - Jimmy Woode, amerykański basista jazzowy (zm. 2005)
- 26 września – Julie London, amerykańska aktorka i piosenkarka jazz-popowa (zm. 2000)
- 1 października
  - Max Morath, amerykański pianista ragtime, kompozytor, aktor i dramaturg (zm. 2023)
  - Gerhard Stolze, niemiecki śpiewak operowy (tenor) (zm. 1979)
- 5 października – Gottfried Michael Koenig, niemiecki kompozytor, teoretyk muzyki i pedagog (zm. 2021)
- 7 października – Marcello Abbado, włoski kompozytor, pianista, dyrygent i pedagog (zm. 2020)
- 10 października – Oscar Brown, amerykański piosenkarz, kompozytor, dramaturg, poeta, działacz na rzecz praw obywatelskich i aktor (zm. 2005)
- 11 października – Gloria DeNard, amerykańska piosenkarka jazzowa, pianistka i kompozytorka, pedagog muzyczny (zm. 2020)
- 13 października
  - Ray Brown, amerykański kontrabasista jazzowy, kompozytor, producent i menedżer muzyczny (zm. 2002)
  - Tommy Whittle, angielski saksofonista jazzowy (zm. 2013)
- 15 października – Karl Richter, niemiecki dyrygent, organista i klawesynista (zm. 1981)
- 18 października
  - Chuck Berry, amerykański wokalista, gitarzysta i kompozytor, pionier rock and rolla (zm. 2017)
  - John Morris, amerykański kompozytor filmowy i telewizyjny (zm. 2018)
  - Marion Stein, austriacka pianistka (zm. 2014)
- 21 października – Marga Richter, amerykańska pianistka i kompozytorka muzyki klasycznej (zm. 2020)
- 23 października – Domenico Attanasio, włoski piosenkarz (zm. 2021)
- 25 października
  - Jimmy Heath, amerykański saksofonista i kompozytor jazzowy (zm. 2020)
  - Galina Wiszniewska, rosyjska śpiewaczka operowa (sopran) (zm. 2012)
- 29 października – Jon Vickers, kanadyjski śpiewak operowy (tenor bohaterski) (zm. 2015)
- 31 października – Jimmy Savile, brytyjski dziennikarz muzyczny, prezenter radiowy i telewizyjny (zm. 2011)
- 1 listopada – Lou Donaldson, amerykański saksofonista jazzowy (zm. 2024)
- 2 listopada – Charlie Walker, amerykański muzyk country (zm. 2008)
- 3 listopada – Ray Edenton, amerykański gitarzysta country, muzyk sesyjny (zm. 2022)
- 7 listopada
  - Graeme Allwright, francusko-nowozelandzki piosenkarz i autor piosenek (zm. 2020)
  - Joan Sutherland, australijska śpiewaczka operowa (sopran) (zm. 2010)
- 14 listopada – Leonie Rysanek, austriacka śpiewaczka (sopran) (zm. 1998)
- 16 listopada – Maralin Niska, amerykańska śpiewaczka operowa (sopran) (zm. 2016)
- 18 listopada – Claude Williamson, amerykański pianista jazzowy (zm. 2016)
- 23 listopada – R.L. Burnside, amerykański piosenkarz bluesowy, kompozytor i gitarzysta (zm. 2005)
- 24 listopada – Patricia Lascelles, brytyjska skrzypaczka i modelka, arystokratka, hrabina wdowa Harewood (zm. 2018)
- 3 grudnia
  - lub 3 stycznia 1927[1][2] – Barbara Barska-Stockinger, polska piosenkarka (zm. 2024)
  - Hans Otte, niemiecki kompozytor i pianista (zm. 2007)
- 11 grudnia – Big Mama Thornton, amerykańska wokalistka i kompozytorka bluesowa (zm. 1984)
- 16 grudnia – Alfred Koerppen, niemiecki organista, kompozytor i pedagog muzyczny (zm. 2022)
- 17 grudnia – Patrice Wymore, amerykańska aktorka, piosenkarka, tancerka (zm. 2014)
- 21 grudnia – Freddie Hart, amerykański muzyk country (zm. 2018)
- 25 grudnia – Enrique Jorrín, kubański skrzypek, kompozytor i dyrygent; twórca tańca towarzyskiego cha-cha (zm. 1987)
- 26 grudnia
  - Earle Brown, amerykański kompozytor muzyki poważnej (zm. 2002)
  - János Kőrössy, rumuński pianista oraz kompozytor jazzowy pochodzenia węgierskiego (zm. 2013)
- 30 grudnia
  - Hector Quine, angielski gitarzysta klasyczny (zm. 2015)
  - Stan Tracey, brytyjski pianista i kompozytor jazzowy (zm. 2013)

Data dzienna nieznana
- Zef Gruda, albański muzyk i kompozytor (zm. 1989)

## Zmarli
- 5 stycznia – Victor Bendix, duński kompozytor, dyrygent i pianista (ur. 1851)
- 6 stycznia – Émile Paladilhe, francuski kompozytor (ur. 1844)
- 5 lutego – André Gedalge, francuski kompozytor i pedagog (ur. 1856)
- 7 lutego – Zofia Mingardi, polska śpiewaczka operowa (sopran) (ur. ok. 1870)
- 26 lutego – Peter Lange-Müller, duński kompozytor (ur. 1850)
- 3 marca
  - Julius Epstein, austriacki pianista i pedagog (ur. 1832)
  - Eugenia Mantelli, włoska śpiewaczka operowa (sopran) (ur. 1860)
- 5 kwietnia – Ludwik Teodor Płosajkiewicz, polski kompozytor, dyrygent i pedagog muzyczny (ur. 1859)
- 21 kwietnia – Jurij Pilk, serbołużycki historyk i kompozytor (ur. 1858)
- 21 maja – Gieorgij Catoire, rosyjski kompozytor i teoretyk muzyczny pochodzenia francuskiego (ur. 1861)
- 23 maja – Hans Koessler, niemiecki kompozytor i pedagog (ur. 1853)
- 29 maja – Antonín Bennewitz, czeski skrzypek i pedagog (ur. 1833)
- 3 czerwca – Józef Lenartowicz, polski duchowny katolicki, społecznik, kompozytor i publicysta (ur. 1852)
- 22 czerwca – Hermann Suter, szwajcarski kompozytor i dyrygent (ur. 1870)
- 12 lipca – Charles Wood, irlandzki kompozytor i pedagog (ur. 1866)
- 17 grudnia – Aleksandr Kastalski, rosyjski kompozytor i dyrygent chóralny (ur. 1856)